# 長野県道219号七久保停車場線
長野県道219号七久保停車場線（ながのけんどう219ごう ななくぼていしゃじょうせん）は、長野県上伊那郡飯島町の飯田線七久保駅と長野県道15号飯島飯田線交点を結ぶ一般県道。

## 概要

### 路線データ
- 起点：上伊那郡飯島町大字七久保（飯田線七久保駅）
- 終点：上伊那郡飯島町大字七久保（七久保駅入口交差点、長野県道15号飯島飯田線・長野県道220号千人塚公園線交点）

## 交差する道路
- 長野県道218号北林飯島線（起点）
- 長野県道15号飯島飯田線・長野県道220号千人塚公園線（終点）